# اورانگوتان سوماترایی
اورانگوتان سوماترایی (نام علمی: Pongo abelii) یکی از ۳ گونهٔ موجود اورانگوتانها است. این گونه، تنها در شمال جزیرهٔ سوماترای اندونزی یافت شده و از اورانگوتان بورنئویی کوچک‌تر و کمیاب‌تر اما از گونهٔ تازه شناسایی‌شدهٔ اورانگوتان تاپانولی فراوان‌تر است. اورانگوتان سوماترایی نر، تا ۱٫۴ متر قد و ۹۰ کیلوگرم وزن، رشد می‌کند. ماده‌ها کوچک‌تر، و به‌طور متوسط تا ۹۰ سانتی‌متر قد و ۴۵ کیلوگرم وزن می‌رسند.

## رفتار

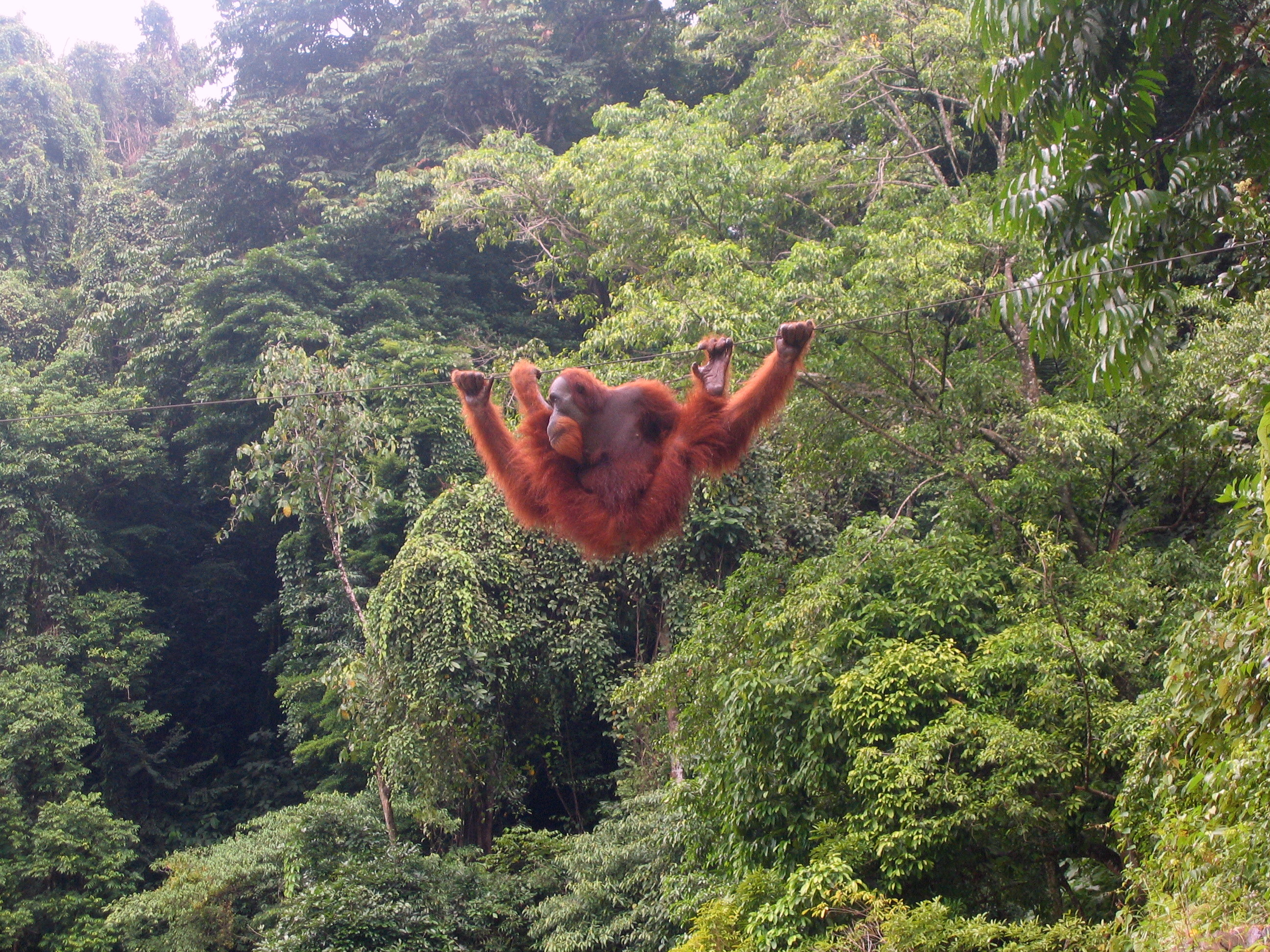
اورانگوتان سوماترایی در بوکیت لاوانگ

در مقایسه با اورانگوتان بورنئویی، اورانگوتان سوماترایی میوه‌خوارتر و به ویژه حشره‌خوار قهاری است. میوه‌هایی که ترجیح داده می‌شود انجیر و نان صحرایی است. این جانور، همچنین از تخم پرندگان و مهره‌داران کوچک نیز تغذیه می‌کند. این گونه اورانگوتان وقت بسیار کمتری روی خوردن دیوارهٔ درونی پوست درختان می‌گذارد.

## دوره زندگی
اورانگوتان سوماترایی از نوع بورنئویی اجتماعی‌تر است. گروه‌هایی از این اورانگوتان‌ها برای تغذیه از میوه‌های درخت انجیر جمع می‌شوند. نرها معمولاً از برخورد با دیگر نرها اجتناب می‌کنند. تجاوز رایج است. نرهایی که هنوز کاملاً بالغ نشدند سعی می‌کنند با هر ماده‌ای جفت‌گیری کنند، ولی اغلب موفق نمی‌شوند چون ماده‌های بالغ می‌توانند از خود دفاع کنند. ماده‌های بالغ، نرهای بالغ را ترجیح می‌دهند.

## وضعیت
اورانگوتان سوماترایی مختص جزیرهٔ سوماترا و به ویژه شمال جزیره است. در طبیعت، اورانگوتان‌های سوماترایی اغلب در شمالی‌ترین نقطهٔ سوماترا در استان آچه می‌زیند.
اورانگوتان سوماترایی یکی از گونه‌های در بحران انقراض است که در سال ۲۰۰۵ تنها ۷۳۰۰ عدد از آن در طبیعت باقی مانده بود. زیستگاه آن‌ها در آچه برای چندین دهه شاهد مناقشه مسلحانه میان دولت اندونزی و شورشیان جدایی‌خواه بوده‌است و در سونامی ماه دسامبر متحمل خسارات جانی و مالی سنگینی شد.